# 維澤拉
维泽拉（葡萄牙語：Vizela）是葡萄牙的一座城市。面積有24.7 km²，人口有23,528人。

## 友好城市
- 法國 弗龙蒂尼昂

## 外部連結
- （葡萄牙文） Municipality official website （页面存档备份，存于）